# Внедрение зависимости
Внедрение зависимости (англ. Dependency injection, DI) — процесс предоставления внешней зависимости программному компоненту. Является специфичной формой «инверсии управления» (англ. Inversion of control, IoC), когда она применяется к управлению зависимостями. В полном соответствии с принципом единственной ответственности объект отдаёт заботу о построении требуемых ему зависимостей внешнему, специально предназначенному для этого общему механизму.

## Настоящее внедрение зависимости
При использовании паттерна «внедрение зависимости» объект пассивен и не предпринимает вообще никаких шагов для выяснения зависимостей, а предоставляет для этого сеттеры и/или принимает своим конструктором аргументы, посредством которых внедряются зависимости.

## Принцип работы
Работа фреймворка, обеспечивающая внедрение зависимости, описывается следующим образом. Приложение, независимо от оформления, исполняется внутри контейнера IoC, предоставляемого фреймворком. Часть объектов в программе по-прежнему создается обычным способом языка программирования, часть создается контейнером на основе предоставленной ему конфигурации.
Условно, если объекту нужно получить доступ к определенному сервису, объект берет на себя обязанность по доступу к этому сервису: он или получает прямую ссылку на местонахождение сервиса, или обращается к известному «сервис-локатору» и запрашивает ссылку на реализацию определенного типа сервиса. Используя же внедрение зависимости, объект просто предоставляет свойство, которое в состоянии хранить ссылку на нужный тип сервиса; и когда объект создается, ссылка на реализацию нужного типа сервиса автоматически вставляется в это свойство (поле), используя средства среды.
Внедрение зависимости более гибко, потому что становится легче создавать альтернативные реализации данного типа сервиса, а потом указывать, какая именно реализация должна быть использована в, например, конфигурационном файле, без изменений в объектах, которые этот сервис используют. Это особенно полезно в юнит-тестировании, потому что вставить реализацию «заглушки» сервиса в тестируемый объект очень просто.
С другой стороны, излишнее использование внедрения зависимостей может сделать приложения более сложными и трудными в сопровождении: так как для понимания поведения программы программисту необходимо смотреть не только в исходный код, а еще и в конфигурацию, а конфигурация, как правило, невидима для IDE, которые поддерживают анализ ссылок и рефакторинг, если явно не указана поддержка фреймворков с внедрениями зависимостей.

## Примеры кода
При использовании внедрения зависимостей, как правило, существует конфигурационный механизм или архитектура, которая определяет целесообразность выбора той или иной реализации в зависимости от поставленных целей.

### Пример кода наPHP
```
<?php

/**

 * Класс конфигурация базы данных

 */

class
 
DbConfiguration

{

    

    
private
 
$host
;

    
private
 
$port
;

    
private
 
$username
;

    
private
 
$password
;

    
public
 
function
 
__construct
(
string
 
$host
,
 
int
 
$port
,
 
string
 
$username
,
 
string
 
$password
)

    
{

        
// вся суть Di находится в строчках ниже

        
$this
->
host
 
=
 
$host
;

        
$this
->
port
 
=
 
$port
;

        
$this
->
username
 
=
 
$username
;

        
$this
->
password
 
=
 
$password
;

    
}

    
public
 
function
 
getHost
()

    
{

        
return
 
$this
->
host
;

    
}

    
public
 
function
 
getPort
()

    
{

        
return
 
$this
->
port
;

    
}

    
public
 
function
 
getUsername
()

    
{

        
return
 
$this
->
username
;

    
}

    
public
 
function
 
getPassword
()

    
{

        
return
 
$this
->
password
;

    
}

}

/**

 * Класс соединение с базой данных

 */

class
 
DbConnection

{

    
private
 
$configuration
;

    
public
 
function
 
__construct
(
DbConfiguration
 
$config
)

    
{

        
// вся суть Di находится в строчке ниже

        
$this
->
configuration
 
=
 
$config
;

    
}

    
public
 
function
 
getDsn
()

    
{

        
// примечание: это не реальный dsn, разделители в реальном dsn другие

        
return
 
sprintf
(

            
'%s:%s@%s:%d'
,

            
$this
->
configuration
->
getUsername
(),

            
$this
->
configuration
->
getPassword
(),

            
$this
->
configuration
->
getHost
(),

            
$this
->
configuration
->
getPort
()

        
);

    
}

}

// создаем объект конфигурации базы данных, передавая в конструктор параметры

$config
 
=
 
new
 
DbConfiguration
(
'localhost'
,
 
3306
,
 
'username'
,
 
'password'
);

// создаем объект соединения с базой, посылая в конструктор объект конфигурации

// использование Di дает слабосвязность кода

$connection
 
=
 
new
 
DbConnection
(
$config
);

```

### Пример кода наJava
```
public
 
interface
 
ICar
 
{

    
public
 
float
 
getSpeed
();

    
public
 
void
 
setPedalPressure
(
final
 
float
 
PEDAL_PRESSURE
);

}

public
 
interface
 
IEngine
 
{

    
public
 
float
 
getEngineRotation
();

    
public
 
void
 
setFuelConsumptionRate
(
final
 
float
 
FUEL_FLOW
);

}

```

#### Без использования dependency injection
```
public
 
class
 
DefaultEngineImpl
 
implements
 
IEngine
 
{

    
private
 
float
 
engineRotation
 
=
 
0
;

    
public
 
float
 
getEngineRotation
()
 
{

        
return
 
engineRotation
;

    
}

    
public
 
void
 
setFuelConsumptionRate
(
final
 
float
 
FUEL_FLOW
)
 
{

        
engineRotation
 
=
 
…
;

    
}

}

public
 
class
 
DefaultCarImpl
 
implements
 
ICar
 
{

    
private
 
IEngine
 
engine
 
=
 
new
 
DefaultEngineImpl
();

    
public
 
float
 
getSpeed
()
 
{

        
return
 
engine
.
getEngineRotation
()
*
…
;

    
}

    
public
 
void
 
setPedalPressure
(
final
 
float
 
PEDAL_PRESSURE
)
 
{

        
engine
.
setFuelConsumptionRate
(
…
);

    
}

}

public
 
class
 
MyApplication
 
{

    
public
 
static
 
void
 
main
(
String
[]
 
args
)
 
{

        
DefaultCarImpl
 
car
 
=
 
new
 
DefaultCarImpl
();

        
car
.
setPedalPressure
(
5
);

        
float
 
speed
 
=
 
car
.
getSpeed
();

        
System
.
out
.
println
(
"Speed of the car is "
 
+
 
speed
);

    
}

}

```

#### Внедрение зависимости вручную
```
public
 
class
 
DefaultCarImpl
 
implements
 
ICar
 
{

    
private
 
IEngine
 
engine
;

    
public
 
DefaultCarImpl
(
final
 
IEngine
 
engineImpl
)
 
{

        
engine
 
=
 
engineImpl
;

    
}

    
public
 
float
 
getSpeed
()
 
{

        
return
 
engine
.
getEngineRotation
()
*
…
;

    
}

    
public
 
void
 
setPedalPressure
(
final
 
float
 
PEDAL_PRESSURE
)
 
{

        
engine
.
setFuelConsumptionRate
(
…
);

    
}

}

public
 
class
 
CarFactory
 
{

    
public
 
static
 
ICar
 
buildCar
()
 
{

        
return
 
new
 
DefaultCarImpl
(
new
 
DefaultEngineImpl
());

    
}

}

public
 
class
 
MyApplication
 
{

    
public
 
static
 
void
 
main
(
String
[]
 
args
)
 
{

        
ICar
 
car
 
=
 
CarFactory
.
buildCar
();

        
car
.
setPedalPressure
(
5
);

        
float
 
speed
 
=
 
car
.
getSpeed
();

        
System
.
out
.
println
(
"Speed of the car is "
 
+
 
speed
);

    
}

}

```

#### Внедрение зависимости при помощи фреймворка
```
    
<service-point
 
id=
"CarBuilderService"
>

        
<invoke-factory>

            
<construct
 
class=
"Car"
>

                
<service>
DefaultCarImpl
</service>

                
<service>
DefaultEngineImpl
</service>

            
</construct>

        
</invoke-factory>

    
</service-point>

```

```
/** Неявная реализация **/

public
 
class
 
MyApplication
 
{

    
public
 
static
 
void
 
main
(
String
[]
 
args
)
 
{

        
Service
 
service
 
=
 
(
Service
)
DependencyManager
.
get
(
"CarBuilderService"
);

        
ICar
 
car
 
=
 
(
ICar
)
service
.
getService
(
Car
.
class
);

        
car
.
setPedalPressure
(
5
);

        
float
 
speed
 
=
 
car
.
getSpeed
();

        
System
.
out
.
println
(
"Speed of the car is "
 
+
 
speed
);

    
}

}

```